# Kobyla Kopa
Kobyla Kopa (czes. Koniček, niem. Rösselberg)  – wzniesienie o wysokości 850 m n.p.m. w południowo-zachodniej Polsce, w Sudetach Wschodnichch, w Górach Złotych, na granicy z Czechami.

## Położenie
Wzniesienie położone jest na obszarze Śnieżnickiego Parku Krajobrazowego w południowo-wschodniej części Gór Złotych, około 4,3 km na wschód od centrum miejscowości Lądek-Zdrój po północno-wschodniej stronie od Przełęczy Karpowskiej.

## Fizjografia
Kopulaste wzniesienie o regularnej rzeźbie i ukształtowaniu oraz stromych zboczach z wyrazistym szczytem, które minimalnie południowym zboczem wyrasta ponad prawie płaską powierzchnia szczytową. Wznosi się w środkowej części głównego, miejscami skalistego grzbietu głównego ciągnącego się w kierunku południowym, który za Bukową Kopą stromo opada do Przełęczy  Karpowskiej. Wzniesienie wyraźnie wydzielają od zachodu i wschodu wykształcone górskie doliny. Wzniesienie stanowi zwornik dla bocznego grzbietu z Królówką i Karpiakiem odchodzącego w kierunku Stronia Śląskiego. Od bliźniaczego niższego wzniesienia Bukowa Kopa, położonego w odległości po południowej stronie na tej samej wydłużonej powierzchni szczytowej oddzielone jest niewielkim obniżeniem. Wzniesienie budują gnejsy gierałtowskie należące do jednostki geologicznej metamorfiku Lądka i Śnieżnika. Zbocza wzniesienia w dolnej części pokrywa niewielka warstwa młodszych osadów z okresu zlodowaceń plejstoceńskich. Cała powierzchnia wzniesienia porośnięta jest lasem świerkowym regla dolnego z niewielką domieszką drzew liściastych. Zboczami wzniesienia trawersuje sieć leśnych dróg i ścieżek. U południowego podnóża wzniesienia, położona jest Przełęcz Karpowska. Położenie wzniesienia nad przełęczą, kształt oraz wyraźny szczyt, czynią wzniesienie rozpoznawalnym w terenie.

## Ciekawostki
- U zachodniego podnóża położona była nieistniejąca obecnie wieś Karpno, ostatni mieszkaniec opuścił wieś na początku lat pięćdziesiątych XX wieku[1].
- Przez wzniesienie przechodzi granica polsko-czeska oraz dział wodny oddzielający zlewisko Morza Bałtyckiego od Morza Czarnego.
- Po II wojnie światowej przez wzniesienie, wzdłuż granicy państwowej prowadził szeroki zaorany pas graniczny[2].

## Inne
- Ze wzniesienia roztacza się panorama na Masyw Śnieżnika i okoliczne wzniesienia.

## Turystyka
Przez szczyt wzniesienia przechodzi pieszy szlak turystyczny:
- niebieski  – czeski szlak prowadzący z Javorník do Travná.

Na szczyt wzniesienia prowadzi z Lądka-Zdroju turystyczna trasa kuracyjna Michała Klahra Starszego